# Біма (трибуна)

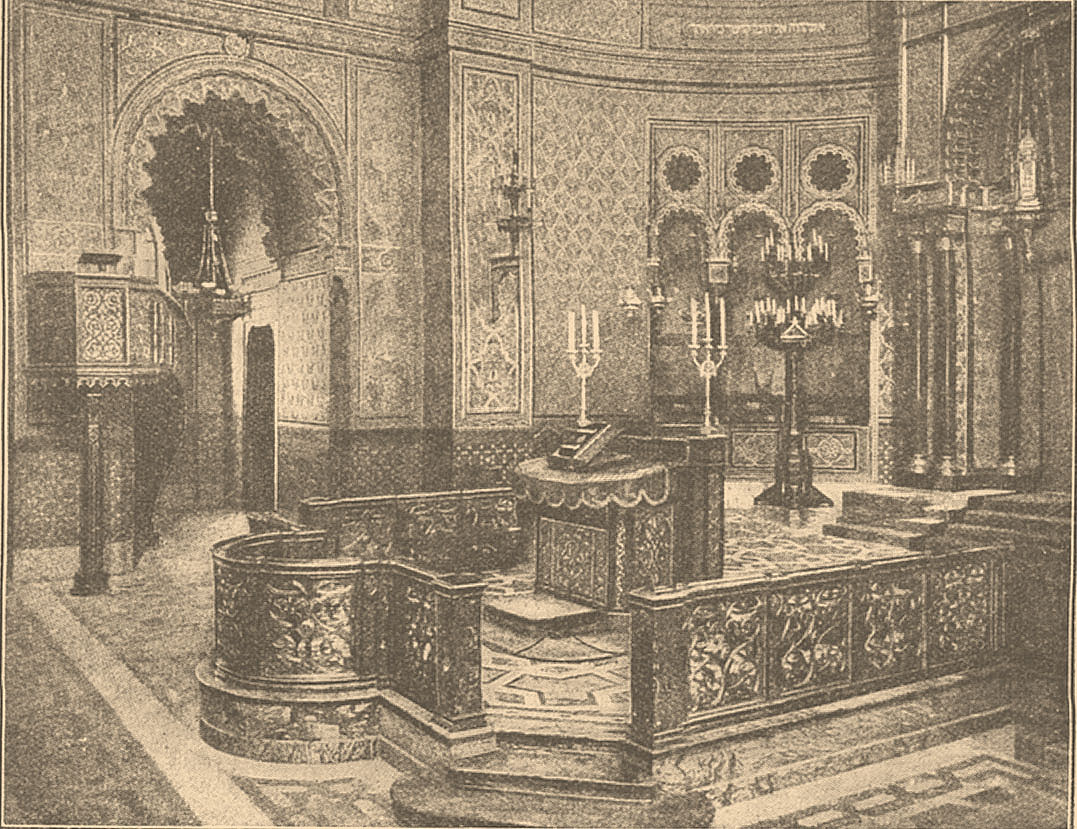
Алмемар флорентійської синагоги (J. E., I, 430).

Біма (у східній Європі; також алмемар, алмемор, з арабського «аль-мінбар» — кафедра, пюпітр) — підвищене місце в синагогах, на якому розміщується кафедра для читання П'ятикнижжя і Пророків. В синагогах із сефардським ритуалом з цієї кафедри читаються і молитви. В країнах східної Європи алмемар носить талмудичну назву «біма», від грецького βημα — ораторська трибуна. Алмемар відповідає тій естраді, чи дерев'яній вежі (міґдаль ец), з якої Езра читав Тору народу, що зібрався навколо нього (Неємія, 8, 4), зазвичай знаходиться посередині синагоги, але в сучасних синагогах його часто розміщують ближче до кіоту і навіть з'єднують з ним.